# Ashikaga (Tochigi)
Pour les articles homonymes, voir Ashikaga.
Ashikaga (足利市, Ashikaga-shi) est une ville située dans la préfecture de Tochigi au Japon. On la nomme aussi la « petite Kyoto de l'Est ».

## Géographie

### Situation
Ashikaga est située dans le sud-ouest de la préfecture de Tochigi.

### Municipalités limitrophes
| Kiryū | Sano     | Sano        |
| Kiryū | Ashikaga | Sano        |
| Ōta   | Ōra      | Tatebayashi |

### Démographie
En juin 2020, la population d'Ashikaga s'élevait à 143 878 habitants, répartis sur une superficie de 177,76 km2.

### Hydrographie
La ville est traversée par la rivière Watarase.

### Climat
La ville a un climat continental humide caractérisé par des étés chauds. La température annuelle moyenne à Ashikaga est de 14,2 °C. La pluviométrie annuelle moyenne est de 1 280 mm, septembre étant le mois le plus humide.

## Histoire
Ashikaga fut développée pendant l'ère Heian par Minamoto no Yoshikuni dont les descendants formeraient plus tard le clan Ashikaga. La ville moderne fut fondée le 1er janvier 1921.
Fidèle à son programme de protection de la nature, le maire Muneo Yoshitani a installé des éoliennes tout autour de la ville. Il a pour cela été félicité par les écologistes japonais.

## Culture locale et patrimoine

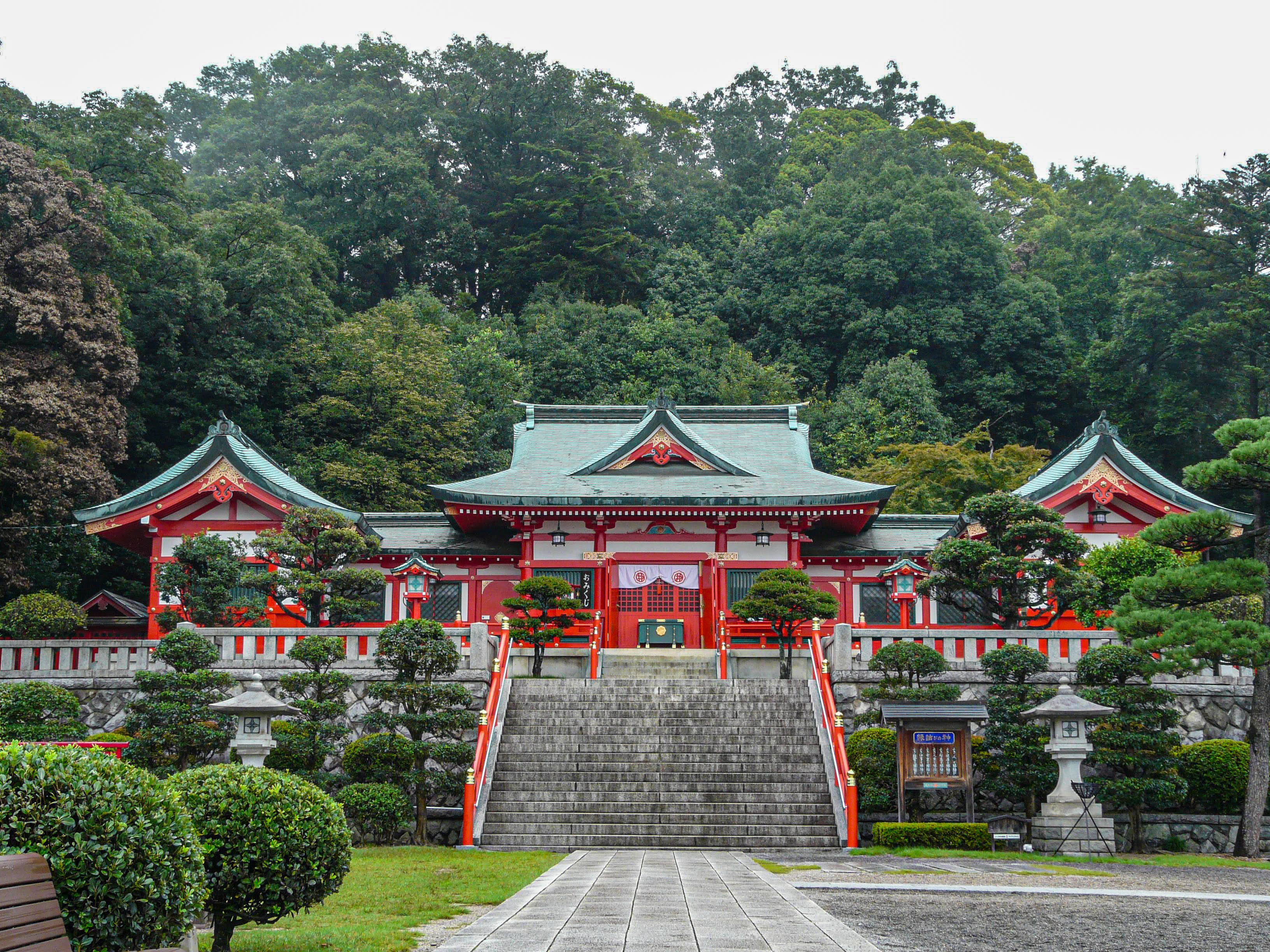
Orihime-jinja.

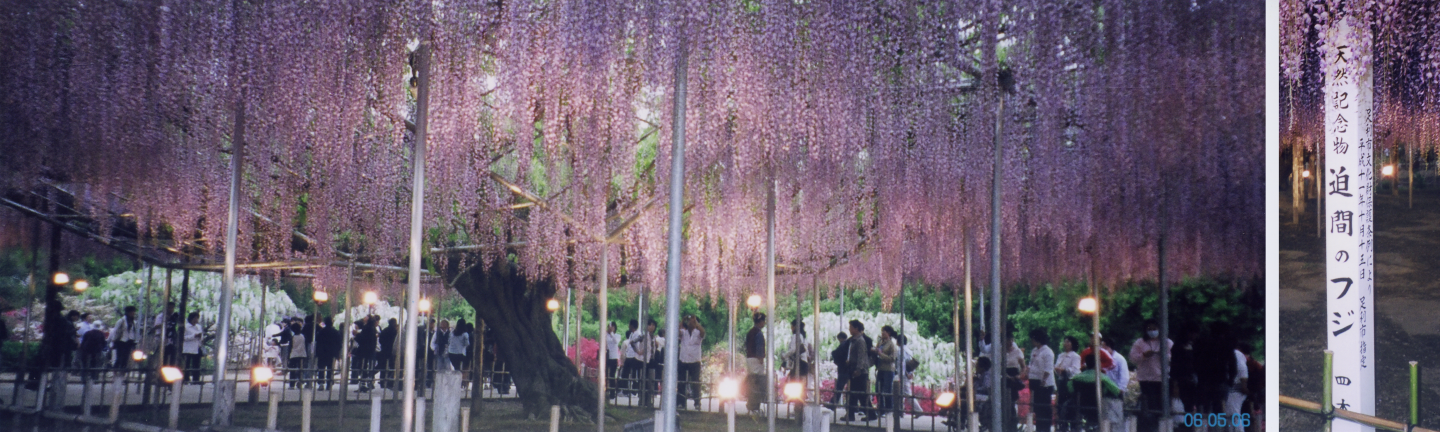
Ashikaga Flower park.

La ville est connue pour son école l'Ashikaga gakkō (足利学校, Ashikagagakkō) qui est considérée comme la plus vieille école au Japon mais aussi pour son parc floral. On peut aussi y trouver l'Orihime-jinja, un sanctuaire shinto et le temple de Banna-ji (鑁阿寺) qui était considéré comme une relique de la résidence Ashikaga pendant la période Kamakura.

## Transports
Ashikaga est desservie par les lignes ferroviaires Ryōmō (JR East) et Isesaki (Tōbu). Les principales gares sont celles d'Ashikaga et Ashikagashi.

## Jumelages
- Kamakura (Japon)
- Springfield (États-Unis)
- Jining (Shandong) (Chine)